# Isocapnia eichlini
Isocapnia eichlini is een steenvlieg uit de familie Capniidae. De wetenschappelijke naam van de soort is voor het eerst geldig gepubliceerd in 2004 door Zenger & Baumann.